# 붉은 외투

1742년, 영국 군인을 그린 그림

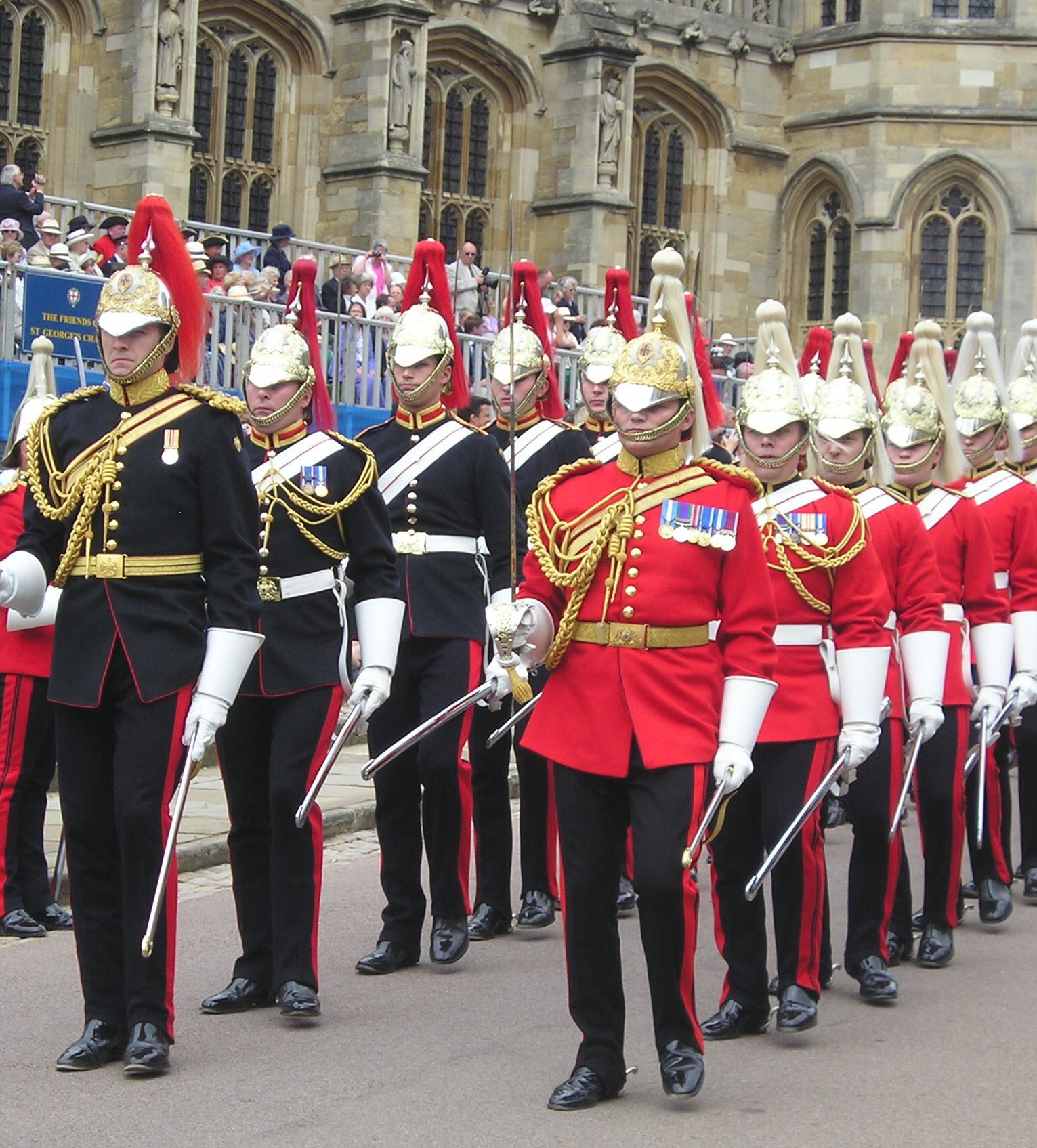
오늘날의 근위병 (오른쪽)

붉은 제복은 17세기 말부터 19세기까지 역사 속 영국군의 정복이 붉은 색의 코트었기 때문에 붙여진 용어이다. 원어로서의 레드코트(Redcoat)는 본래 그 군복을 뜻하기도 하지만, 그 당시에 군복을 착용한 군인 또는 당시의 영국 군대를 의미하기도 하였다.